# Polskie Towarzystwo Nauk Weterynaryjnych
Polskie Towarzystwo Nauk Weterynaryjnych (łac. Societas Polona Scientiarum Veterinariarum, ang. Polish Society of Veterinary Sciences) to ogólnopolskie stowarzyszenie naukowe zrzeszające lekarzy weterynarii, naukowców i inne osoby działające w obszarze nauk weterynaryjnych. Komitet Organizacyjny PTNW – w składzie pracowników Wydziału Weterynaryjnego w Warszawie – odbył pierwsze posiedzenie 9 lipca 1949 roku w Warszawie. Statut Towarzystwa został zatwierdzony 26 lutego 1952 roku (rejestracja nr 359 w Monitorze Polskim z 3 kwietnia 1952), a działalność statutowa rozpoczęła się formalnie w maju następnego roku. 

## Historia
Początki Polskiego Towarzystwa Nauk Weterynaryjnych sięgają drugiej połowy XIX wieku i są ściśle związane z działalnością wcześniejszych organizacji weterynaryjnych działających na ziemiach polskich. PTNW formalnie powstało w 1952 roku, jednak jego geneza wywodzi się z tradycji takich instytucji jak:
- Towarzystwo Weterynarskie we Lwowie – założone w 1886 roku jako jedno z pierwszych polskich stowarzyszeń weterynaryjnych. Jego działalność obejmowała publikacje naukowe oraz organizację zebrań i wykładów dla lekarzy weterynarii z Galicji.
- Warszawskie Towarzystwo Weterynaryjne – utworzone w 1909 roku, skupiało lekarzy weterynarii z Królestwa Polskiego i prowadziło działalność edukacyjną oraz zawodową, m.in. poprzez publikację czasopism i prowadzenie szkoleń.
- Związek Zawodowy Lekarzy Weterynaryjnych Rzeczypospolitej Polskiej – powstał w 1920 roku jako organizacja o charakterze zawodowo-samorządowym, działająca na rzecz poprawy warunków pracy oraz reprezentowania interesów środowiska.
- Zrzeszenie Lekarzy Weterynaryjnych Rzeczypospolitej Polskiej – założone w 1932 roku, miało na celu integrację środowiska zawodowego i popularyzację postępu naukowego w weterynarii.

Po II wojnie światowej potrzeba odbudowy i scalenia środowiska weterynaryjnego w nowej rzeczywistości społeczno-politycznej doprowadziła do zawiązania Komitetu Organizacyjnego PTNW. Jego pierwsze zebranie odbyło się 9 lipca 1949 roku na Wydziale Weterynaryjnym Szkoły Głównej Gospodarstwa Wiejskiego w Warszawie. Statut Towarzystwa został zatwierdzony przez władze państwowe 26 lutego 1952 roku (rejestracja nr 359), a oficjalna działalność rozpoczęła się w maju tego roku.

## Cele
Do głównych celów Polskiego Towarzystwa Nauk Weterynaryjnych należy:
- upowszechnianie i rozwój nauk weterynaryjnych na terenie kraju poprzez wspieranie badań naukowych i popularyzację wiedzy,
- inspirowanie i wspieranie prac naukowo-badawczych w zakresie nauk weterynaryjnych, które przyczyniają się do rozwoju diagnostyki, profilaktyki oraz leczenia chorób zwierząt,
- popieranie realizacji programów kształcenia i specjalizacji w zawodzie lekarza weterynarii, wspomagając podnoszenie kwalifikacji zawodowych,
- reprezentowanie polskich nauk weterynaryjnych zarówno w kraju, jak i na arenie międzynarodowej,
- organizowanie kongresów naukowych, zjazdów, sympozjów, konferencji oraz wystaw, stanowiących platformę wymiany doświadczeń i najnowszych osiągnięć naukowych,
- ogłaszanie konkursów i przyznawanie nagród za wybitne osiągnięcia w działalności naukowej i zawodowej,
- współpracę z władzami, organizacjami społecznymi oraz placówkami naukowo-badawczymi, mającą na celu wspieranie rozwoju weterynarii i ochrony zdrowia zwierząt,
- współpracę z międzynarodowymi organizacjami weterynaryjnymi oraz reprezentowanie polskiej nauki weterynaryjnej na międzynarodowych kongresach, zjazdach i sympozjach,
- opiniowanie prac z zakresu nauki i kształcenia weterynaryjnego, wpływając na standardy i jakość kształcenia w Polsce,
- prowadzenie działalności wydawniczej, w tym wydawanie czasopism naukowych i materiałów konferencyjnych,
- utrzymanie biblioteki i muzeum weterynaryjnego, służących gromadzeniu i udostępnianiu wiedzy oraz dziedzictwa nauk weterynaryjnych,
- działalność w zakresie historii nauk i zawodu weterynaryjnego, dokumentująca i popularyzująca rozwój weterynarii w Polsce.

## Sekcje
Polskie Towarzystwo Nauk Weterynaryjnych działa poprzez liczne sekcje specjalistyczne, które skupiają się na różnych dziedzinach weterynarii:
- Sekcja epizootiologii i administracji weterynaryjnej – przewodniczy prof. dr. hab. Krzysztof Rypuła.
- Sekcja higieny żywności i weterynaryjnej ochrony zdrowia publicznego – przewodniczy dr hab. Michał Gondek.
- Sekcja zwierząt nieudomowionych – przewodniczy dr Mirosław Kalicki.
- Sekcja fizjologii i patologii ptaków – przewodniczy prof. dr hab. Alina Wieliczko.
- Sekcja fizjologii i patologii konia – przewodniczy prof. dr hab. Anna Cywińska.
- Sekcja historii medycyny weterynaryjnej – przewodniczy dr hab. Jarosław Sobolewski, prof. UMK.
- Sekcja ichtiopatologii – przewodniczy dr hab. Agnieszka Pękala-Safińska.
- Sekcja farmakologii i toksykologii – przewodniczy dr hab. Błażej Poźniak.
- Sekcja fizjologii i patologii przeżuwaczy – przewodniczy dr hab. Paulina Jawor.
- Sekcja żywienia zwierząt i higieny pasz – przewodniczy prof. dr hab. Magdalena Gajęcka.
- Sekcja dobrostanu zwierząt i higieny środowiska – przewodniczy prof. dr hab. Roman Kołacz.
- Sekcja fizjologii i patologii świń – przewodniczy dr Artur Jabłoński.
- Sekcja fizjologii i patologii psów i kotów – przewodniczy prof. dr hab. Urszula Pasławska.
- Sekcja neonatologii – przewodniczy prof. dr hab. Tadeusz Stefaniak.
- Sekcja patologii i użytkowania zwierząt doświadczalnych – przewodniczy prof. dr hab. Krzysztof Wąsowicz.
- Sekcja innowacyjnej edukacji w weterynarii – przewodniczy prof. dr hab. Marta Kankofer.

- Sekcja mikrobiologii weterynaryjnej – przewodniczy dr hab. Magdalena Rzewuska.

## Członkowie
Członkowie Polskiego Towarzystwa Nauk Weterynaryjnych dzielą się na trzy kategorie:
- członków zwyczajnych – aktywnie uczestniczących w działalności naukowej i organizacyjnej Towarzystwa,
- członków honorowych – wyróżnionych za szczególne zasługi dla nauki weterynaryjnej oraz rozwoju Towarzystwa,
- członków wspierających – wspomagających działalność Towarzystwa w sposób finansowy lub merytoryczny.

## Zarząd Główny (2024-2028)
- Prezes – prof. dr hab. Jarosław Kaba[13]
- Wiceprezes – prof. dr hab. Zbigniew Arent[13]
- Sekretarz naukowy – prof. dr hab. Marta Kankofer[13]
- Sekretarz administracyjny – prof. dr hab. Małgorzata Gajewska[13]
- Skarbnik – dr Marcin Mickiewicz[13]

## Prezesi
Poniżej przedstawiono chronologiczny wykaz osób pełniących funkcję prezesa Polskiego Towarzystwa Nauk Weterynaryjnych od momentu jego powstania w 1952 roku do chwili obecnej. Lista ta obejmuje naukowców i lekarzy weterynarii, którzy kierowali działalnością Towarzystwa, wpływając na rozwój nauk weterynaryjnych w Polsce.
- 1952: Witold Stefański
- 1953: Aleksander Zakrzewski
- 1954: Abdon Stryszak
- 1955: Roman Hoppe
- 1956: Heliodor Szwejkowski
- 1957: Roman Hoppe
- 1958: Henryk Janowski
- 1959: Heliodor Szwejkowski
- 1960: Henryk Janowski
- 1961: Juliusz Brill
- 1962: Kazimierz Marek
- 1963: Heliodor Szwejkowski
- 1964: Tadeusz Żuliński
- 1865: Wiktor Stefaniak
- 1966: Edmund Prost
- 1967–1968: Wiktor Stefaniak
- 1969–1970: Edmund Prost
- 1971–1972: Ryszard Badura
- 1973–1974: Edmund Prost
- 1975–1976: Krzysztof Swierzyński
- 1977–1978: Ryszard Badura
- 1979–1980: Edmund Prost
- 1981–1982: Stanisław Kossakowski
- 1983–1984: Eustachy Szeligowski
- 1985–1986: Stanisław Kossakowski
- 1987–1988: Stanisław Kossakowski
- 1989–1991: Edmund Prost
- 1992–1994: Marian Tischner
- 1995–1997: Edmund Prost
- 1998–2000: Jerzy Kita
- 2001–2003: Zygmunt Pejsak
- 2004–2006: Włodzimierz Kluciński
- 2007–2009: Zygmunt Pejsak
- 2010–2012: Andrzej Koncicki
- 2013–2015: Marian Binek
- 2016–2019: Iwona Markowska-Daniel